# Lesches-en-Diois
Lesches-en-Diois település Franciaországban, Drôme megyében. Lakosainak száma 58 fő (2022. január 1.). Lesches-en-Diois Beaumont-en-Diois, Beaurières, Boulc, Val-Maravel, Luc-en-Diois és Miscon községekkel határos.

## Népesség
A település népességének változása:
| Lakosok száma | 91   | 64   | 49   | 49   | 49   | 47   | 53   | 56   | 57   | 58   |
|               | 1968 | 1982 | 1990 | 2006 | 2013 | 2015 | 2017 | 2019 | 2020 | 2022 |